# Campeonato Italiano de Futebol - Série A (1962–63)
O Campeonato Italiano de Futebol de 1962–63, denominada oficialmente de Serie A 1962-1963, foi a 61.ª edição da principal divisão do futebol italiano e a 31.ª edição da Serie A. O campeão foi o Internazionale que conquistou seu 8.º título na história do Campeonato Italiano. O artilheiro foi Harald Nielsen, do Bologna, com 19 gols.

## Premiação
| Serie A de 1962–63                  |
| Lombardia                           |
| ----------------------------------- |
| INTERNAZIONALE Campeão (8.º título) |